# Augmentum
A nyelvészetben augmentumnak hívjuk azt a perfectumot, múlt időt vagy aoristost kifejező és a szó elejéhez toldott szótagot, amely némely indoeurópai nyelvre, így az örményre, az indoiráni nyelvekre, a szanszkritra valamint az ógörögre jellemző. (Az augmentum megmaradt és általánossá vált a modern görögben.)
A görög λέγω (mond) aoristosa pl. ἔλεξα (mondtam), a szókezdő epszilon az augmentum.
A történeti nyelvészet bizonytalan még annak tekintetében, hogy az augmentum vajon az indoeurópai alapnyelv, mára jóformán kihalt, alapvető jellemzője volt-e, vagy csupán később jelent-e meg az említett nyelvek csoportjában.
Ezt a kifejezést használjuk még nem indoeurópai nyelvekben föllelhető, hasonló jelenségek megnevezésére is, így pl. a nahuatlban a perfectum ō- prefixumát is augmentumnak hívjuk.